# Лікійська мова
Лікійська мова — одна з вимерлих анатолійських мов. У залізну добу була поширена на території Лікії в Анатолії (сучасна Туреччина). Деякі дослідники вважають, що вона була нащадком хеттської або лувійської мови (чи відразу обох). Вимерла в I столітті до н. е. — була замінена грецькою мовою.
Лікійська мова відома за такими джерелами:

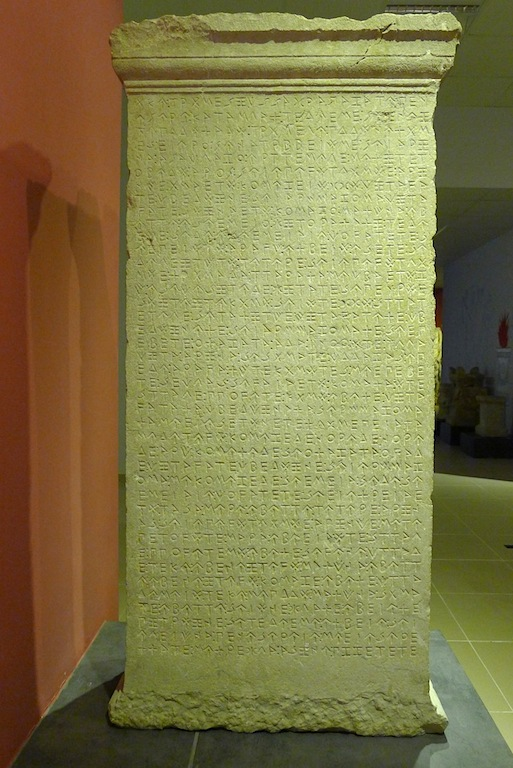
Тримовна стела з Летоона. Сторона з лікійських текстом

- Стела у Летооні[en], що містить текст грецькою, арамейською та лікійською мовами.
- Стела в Ксанфі, що містить текст лікійською А, грецькою та мілійською (лікійською Б) мовами.
- Написи лікійською мовою (близько 170)
- Написи на монетах (близько 100)
- Топоніми та особисті імена, які проникли в грецьку мову.

На їх основі був зроблений висновок про існування принаймні двох діалектів:
- Перший розглядається як стандартна лікійська.
- Другий діалект засвідчений на стороні d Летоонської стели і називається лікійська B або мілійська. Він має архаїчні риси і використовувався, ймовірно, в релігійних цілях.

Лікійська мова мала власну абетку, що належала до групи малоазійських абеток. Подібність лікійських букв з грецькими часто оманливе, оскільки лікійське письмо розвивалося паралельно.

## Фонетика

### Приголосні

#### Вибухові
Загальновизнано, що смичні приголосні мали глухі і дзвінкі аллофони. Дзвінкі аллофони зустрічалися після носових (а також
назалізованних голосних), глухі в інших позиціях. Наприклад,
 Trqqñt- (ім'я бога грози) вимовлялося [tərkənd-] і відображено в
грецької транскрипції як Τροκονδος / Τερκανδας. Рідко зустрічається
звук, транслітеруємий як / τ /, у всіх випадках чергується з
/ T /. Відомо, що Пії
  *  k  w  в лікійському А переходить в t перед i ( ti- <
  *  k  w  i- 'хто, який'), також були запропоновані
етимології, згідно з якими t / τ виникає з  *  k  w  перед  *  e. К. Мельчерт на цій підставі припускає тут
палаталізовану фонему / c /. При цьому в мілійській лабіовелярний перед голосним переднього
ряду дає k ( ki- 'хто, який'), який Мельчерт розглядає як особливий передній велярний / k </. Розвиток в лікійському А може
в цьому випадку розглядатися як перехід в палатальний і потім в дентальний смичний.

#### Аффрікати і фрікатівние
Принаймні в деяких випадках лікійські z передає глуху аффрікати /ts/
( Hr-zze/i- 'верхній' з суфіксом-zze- з протоанатолійського  * -tsyo- <
Пії  * -tyo-). В інших випадках, однак, можна
припустити дзвінкий щілинний /z/.  Θ в лікійському А є рефлексом стародавнього
  *  d + h. Міри (A) h відображає зміну
  *  s> h в лікійському А, яке не відбулося в мілійській. Зазвичай вважається, що лікійські b, d, g позначають дзвінкі фрикативні. Ця думка підкріплюється такими написаниями, як грец. Λαπαρας (лікійські ім'я Dapara) і лікійські Ñtarijeus (Darius). Ці написання не мали б сенсу, якби
лікійські d означало дзвінкий смичний.

#### Сонанти
Написання типу hrppi 'над' або sñta (числівник) можуть означати, що плавні і носові Сонанти мали складові аллофон. Зазвичай вважається, що
особливі літери ñ і m позначають складові носові. Це, однак, не
пояснює випадки типу qãñti 'вони вбивають'.
Подвоєння в hrppi (див. нижче) показує, що на фонетичному рівні
вимова було [hərp.pi], зі вставним голосним. Якщо припустити
таке ж вимова для «складових» носових (sñta [sənta]), то
можна помітити, що ñ і m
зустрічаються тільки в позиції кінця складу. Мельчерт вважає, що це були неразомкнутие аллофон носових проривних (/n̚/, /m̚/).
Глайд /w/ and /y/ зазвичай записуються за допомогою букв
 W і j, але як другий елемент дифтонги — як відповідні голосні: ai, ei, au і т. д. Такі приклади, як  Ebeija 'ці' (номінатів-аккузатів мн. Ч. СР роду), ймовірно, слід читати як [eβej.ja]. Древнє  *  w представлено як b після приголосного, оскільки, очевидно, стало фрикативний в цієї позиції ( esbe- 'кінь' <  *  ek̑wo-). Оскільки таке b ніколи не подвоюється після приголосного, як звичайне /Β/ (наприклад, erbbe- 'битва' або 'поразка'), його можна
розглядати як аллофон /w/.

#### Подвоєння приголосних
Особливістю лікійської орфографії є часте подвоєння приголосних. Задовільного пояснення цим написаниям поки не знайдено. Початкові і деякі серединні гемінати, ймовірно, пов'язані з внутрішньомовними фонетичними процесами, такими як синкопа: наприклад, ttaraha, прикметник від tetere/i- 'місто' (?). Однак вельми регулярна гемінація другого елементу деяких сполучень приголосних (при відсутності її в інших)
виразно пов'язана зі складовою структурою: СР  Hrppi
'Над' (фонетично, ймовірно, [hərp.pi]) і epre/i- 'за-, ззаду' (ймовірно, [E.pre/i-]).

### Голосні
Передбачається наявність 8 голосних фонем: /i/, /u/, /e/, /a/ і
відповідних їм назалізованних. Окремі букви є тільки для
/Ã/ і /ẽ/. Існування двох інших назалізованних передбачається на
підставі таких написань, як Ιμβρος при лікійському Ipre-
([Ĩbre-]). Є кілька спадних дифтонгів: ai, ei, ãi, ei, au, eu.